# Viktor Dankl von Krásnik
Viktor Karl Graf Dankl von Krásnik (Údine, 18 de setembro de 1854 — Innsbruck, 8 de janeiro de 1941) foi um bem sucedido militar austro-húngaro que atingiu o ápice de sua carreira durante a Primeira Guerra Mundial e recebeu a mais alta honraria militar de seu país, a Cruz de Comandante da Ordem militar de Maria Teresa, especificamente por sua atuação na Batalha de Kraśnik. Porém, sua carreira de sucesso acabou repentinamente em 1916 devido ao seu desempenho no fronte italiano e a problemas de saúde. No pós-guerra, Krásnik se tornou um defensor da monarquia austríaca.   